# Daniele Angeloni
Pour les articles homonymes, voir Angeloni.
Daniele Angeloni (né le 26 août 1875 à Bergame et mort le 1er novembre 1957 à Milan) était un footballeur puis entraîneur italien de football du début du XXe siècle.

## Biographie
Daniele Angeloni fut joueur du Milan AC de 1899 à 1905, puis le deuxième entraîneur de l'histoire du Milan AC, succédant à l'Anglais Herbert Kilpin, de 1906 à 1907.